# 比济亚
比济亚（法語：Biziat，法語發音：[bizja]）是法国东部安省的一个市镇，属于布雷斯地区布尔格区。面积11.48平方公里，人口884，人口密度77人/平方公里（2018年）。

## 人口
比济亚人口变化图示
| 数据来源：INSEE |